# Побочный продукт
Побочный продукт (англ. by-product) — продукт (продукция), который производится одновременно с другими продуктами, и имеет низкую стоимость реализации[уточнить]. Появляется неизбежно в ходе производства основного продукта.

## Определение
Английский профессор Колин Друри определяет побочные продукты как продукты, которые производятся одновременно с другими продуктами, с низкой ценой продажи.

## Учёт побочных продуктов
До достижения точки разделения (момента производства, в котором продукты разделяются) совместно производимые продукты и побочные продукты нельзя идентифицировать как различные продукты, невозможно и разделить собранные затраты на отдельные продукты. Все понесённые комплексные затраты до точки разделения относят только на основные продукты (совместно производимые продукты). После точки разделения побочный продукт имеет нулевую себестоимость.
Затем затраты последующей переработки относятся на себестоимость каждого побочного продукта. Запас побочных продуктов на балансе отражается по стоимости чистого дохода (дохода реализации за минусом затрат дополнительной переработки после точки разделения), который при учёте вычитается из себестоимости основных продуктов (совместно производимых продуктов).